# Vous serez ma femme
Pour plus de détails, voir Fiche technique et Distribution.
Vous serez ma femme est un film allemand de comédie réalisé par Carl Boese, Serge de Poligny et Heinz Hille, sorti en 1932 et mettant en vedette Alice Field, Roger Tréville et Lucien Baroux.
Le film est la version en langue française de Der Frechdachs (en) de l'UFA.
Les décors du film ont été conçus par les directeurs artistiques Willi Herrmann et Herbert Lippschitz.

## Fiche technique
- Superviseur : André Daven

## Distribution
- Alice Field : Alice Ménard
- Roger Tréville : le jeune homme
- Lucien Baroux : Gustave Ménard
- Lucien Callamand : le portier
- Paulette Dubost : Annette
- Jane Pierson : la mère de Loulou
- Janine Ronceray : Loulou Gazelle
- Pierre Sergeol : Henri Latour